# Yves Berendse
Yves Berendse (Haarlem, 29 oktober 1993) is een Nederlands zanger. Hij is vooral bekend door zijn hitsingles Terug in de tijd en Zin in jou.

## Biografie
Berendse begon met zingen op zijn 19de verjaardag. Na zijn studie trad hij regelmatig op in café ‘De Klikspaan’ in Zandvoort en hij nam zanglessen. Hij deed in 2015 mee aan het tweede seizoen van het SBS6-programma Bloed, zweet & tranen. Na één aflevering moest hij de wedstrijd al verlaten. In 2015 kwam ook zijn eerste single, Voor jou geheten, uit en in 2016 ontving Berendse een Buma Talent Award.
In 2015 was er sprake van een jongere versie van De Toppers, die zou moeten gaan opereren onder de naam GENTS. De zangers Danny Nicolay, Wesley Klein en Danny Froger vormde de gelegenheidsformatie. In 2017 verliet Klein de groep en werd hij vervangen door Berendse. De groep trad op in de 'halftime show' van Toppers in concert 2017.
Het debuutalbum Het einde van het begin werd in 2018 gepresenteerd in het Koninklijk Theater Tuschinski. In de Album Top 100 reikte het album tot de vijftigste plek.
In 2023 stond Berendse met een eigen show in een uitverkocht AFAS. Een jaar later trok hij met zijn theatertour Dicht bij mij door het land. In 2024 ging zijn in 2023 uitgebrachte nummer Terug in de tijd viraal op TikTok, waarna het in de Nederlandse Top 40 terechtkwam en daarin reikte tot de eerste plek. In de Single Top 100 behaalde de single eveneens de toppositie, op 13 juli 2024. Ook bereikte Berendse met de single de eerste positie van de Nederlandstalige Top 1000 van 2024 van NPO Sterren NL. 
Het nummer Zin in jou dat hij in 2016 uitbracht, is volgens de schrijver van Vreselijk zin in jou uit 2008, Melchior Rietveldt, een bewerkte versie van zijn nummer. De rechtbank in Lelystad ging daar niet in mee en oordeelde in juli 2024 dat Berendse het nummer mag blijven zingen. In 2025 geeft Berendse twee shows in de Ziggo Dome.
Berendse ontving in januari 2025 bij Renze een diamanten plaat voor zijn hit Terug in de tijd, omdat dit nummer 50 miljoen keer gestreamd was. De zanger kreeg de onderscheiding uit handen van van René Froger. Ook kreeg hij een gouden plaat voor het lied Alleen met jou, dat hij opnam met Emma Heesters en 10 miljoen keer gestreamd was. Tevens ontving Berendse een platina plaat voor het nummer Zin in jou, wegens het behalen van 20 miljoen streams.
Op bevrijdingsdag 2025 verzorgde Berendse samen met Noraly Beyer de presentatie van het 5 mei-concert op de Amstel in Amsterdam voor het Koninklijk Theater Carré ter viering van 80 jaar bevrijding na de Tweede Wereldoorlog.
In mei 2025 was Berendse wederom gastartiest tijdens de concerten van De Toppers in de Johan Cruijff ArenA. In juni 2025 ontving hij de Buma Award Nationaal voor Terug in de tijd, dat het meest gedraaide en verkochte liedje in Nederland was in 2024.

## Discografie

### Albums
| Album met eventuele hitnotering(en) in de Nederlandse Album Top 100 | Datum van verschijnen | Datum van binnenkomst | Hoogste positie | Aantal weken | Opmerkingen |
| ------------------------------------------------------------------- | --------------------- | --------------------- | --------------- | ------------ | ----------- |
| Het einde van het begin                                             | 31-08-2018            | 08-09-2018            | 50              | 1            |             |
| Voor altijd                                                         | 16-05-2025            | 24-05-2025            | 4               | 3*           |             |

### Singles
| Single met eventuele hitnotering(en) in de Nederlandse Top 40 | Datum van verschijnen | Datum van binnenkomst | Hoogste positie | Aantal weken | Opmerkingen                             |
| ------------------------------------------------------------- | --------------------- | --------------------- | --------------- | ------------ | --------------------------------------- |
| Zin in jou                                                    | 2016                  | -                     | -               | -            | 59 in de Single Top 100                 |
| Terug in de tijd                                              | 02-06-2023            | 03-06-2024            | 1 (6wk)         | 33           | 1 in de Single Top 100                  |
| Alleen met jou (met Emma Heesters)                            | 28-09-2024            | 07-10-2024            | 11              | 22           | 9 in de Single Top 100                  |
| Vandaag ben ik van jou                                        | 17-01-2025            | 25-01-2025            | 35              | 4            | 18 in de Single Top 100                 |
| Hoe zou het zijn geweest                                      | 02-05-2025            | -                     | -               | -            | 22 in Tipparade 91 in de Single Top 100 |
| Nachtenlang (met Donnie)                                      | 03-07-2025            | 10-07-2025            | 19*             | 3*           | 7 in de Single Top 100                  |

### NPO Radio 2 Top 2000
Van Yves Berendse stond alleen Terug in de tijd in 2024 in de NPO Radio 2 Top 2000, op plek 302.